# Cyartonema flexile
Cyartonema flexile är en rundmaskart som beskrevs av Nathan Augustus Cobb 1920. Cyartonema flexile ingår i släktet Cyartonema och familjen Siphonolaimidae. Inga underarter finns listade i Catalogue of Life.